# 蔡貞安
蔡貞安（韓語：채정안，1977年9月9日—），韓國女演員、歌手。

## 個人生活
2005年12月，與PR公司營銷部幹部金尚哲結婚，並全面中斷演藝活動。2007年6月離婚，據悉是兩人的性格差異。

## 演出作品

### 電視劇
- 1996年：MBC《三男三女》
- 1998年：KBS《碎片》
- 1998年：KBS《乞力馬扎羅山的豹》
- 2000年：KBS《雪花》飾演 許芸瑚
- 2001年：KBS《美娜》/雙面歌姬 飾演 美娜
- 2003年：MBC《跳動的人生》飾演 熙野
- 2003年：KBS《在那青色草原上》
- 2005年：KBS《海神》飾演 采玲
- 2007年：MBC《咖啡王子1號店》飾演 韓幼珠
- 2009年：SBS《該隱與亞伯》飾演 金舒妍
- 2009年：KBS《熱血生意人》飾演 金載熙
- 2010年：MBC《逆轉女王》飾演 白茹真
- 2013年：MBC《當男人戀愛時》飾演 白聖珠
- 2013年：KBS《Drama Special－你的Noir》
- 2013年：KBS《總理與我》飾演 徐惠珠
- 2014年：MBC《改過遷善》飾演 柳貞善
- 2015年：tvN《前女友俱樂部》飾演 白松兒
- 2015年：SBS《龍八夷》飾演 李彩英
- 2016年：SBS《戲子》飾演 呂敏珠
- 2017年：JTBC《Man to Man》飾演 宋美恩
- 2018年：KBS《Suits》飾演 洪多涵
- 2019年：JTBC《Legal High》飾演 閔周京
- 2021年：JTBC《月刊家》飾演 余宜珠
- 2022年：TVING《豬玀之王》飾演 姜真雅 刑警
- 2023年：tvN《特務家族》飾演 吳天蓮

### 電影
- 1998年：《眾議院奧德修斯》饰演 打电话的女人（特别出演）
- 2003年：《愛上你，跑不了》飾演 朴新喜
- 2004年：《遠路》飾演 小女兒
- 2008年：《纯情漫畫》饰演 权河景
- 2014年：《把爸爸借給你》饰演 没妍
- 2016年：《兩個戀愛》飾演 允珠
- 2024年：《为了现在》饰演 海仁[2]

## 主持
- 2017年：JTBC 《我的家誕生了》（내 집이 나타났다）

## 音樂作品
- 1999年： 《무정》
- 2000年： 《편지》
- 2001年： 《Goddess... Her Fate》
- 2008年： 《TV LOVE》[3]

## 獎項
- 1995年 Johnson's clean face 選拔大會 - 大賞
- 1999年 SBS 第10屆首爾歌謠大賽 - 新人賞[4]
- 2010年 MBC演技大賞 - PD賞[5]
- 2015年 第四屆大田電視劇節_女子配角賞